# 圣多梅妮卡-维多利亚
圣多梅妮卡-维多利亚（義大利語：Santa Domenica Vittoria），是意大利西西里大区墨西拿廣域市的一个市镇。总面积19平方公里，人口1091人，人口密度57.4人/平方公里（2009年）。ISTAT代码为083083。